# Santos Pérez i Lambán
Santos Pérez i Lambán (Las Pedrosas, província de Saragossa, 1933) és un dirigent veïnal català. El 1959 es va traslladar a Barcelona. Aviat començà a treballar a la companyia Autobuses de Barcelona i alhora ingressà a l'Escola Industrial de la Diputació de Barcelona, on es va graduar en Oficialia, Mestria Industrial i Enginyeria Tècnica. Més tard va fer de taxista durant deu anys i, finalment, va entrar a treballar a SEAT fins que es jubilà.
Ha viscut en diferents barris de la ciutat i en tots s'ha integrat en les associacions veïnals per tal d'ajudar a millorar la qualitat de vida dels ciutadans. El 1975 es casà i s'establí al barri del Maresme, on viu des d'aleshores. Aquí compagina la seva vida laboral amb el treball dins l'Associació de Veïns del Maresme, que està formada per uns 500 socis, i de la qual és president des de principi dels anys noranta. Alguns dels objectius més importants que va aconseguir amb l'associació van ser la reordenació de la Rambla Prim, la construcció del metro Maresme/Fòrum, la creació del CAP Besòs o la reforma i l'ampliació del Complex Esportiu Maresme.
Durant molts anys, l'associació veïnal va tenir també una secció d'aliments per repartir entre les famílies amb fi lls necessitades del barri. El 1986 va impulsar la creació de l'equip de futbol Club Esportiu Pujades, que aviat estrenarà unes instal·lacions reformades, i també els anys vuitanta va ajudar a néixer l'entitat juvenil CEMA, ja desapareguda, per descongestionar les instal·lacions de l'associació de veïns, que ja s'estava fent petita.
Com a president de l'AV del Maresme, participa activament en l'organització de la Festa Major del Maresme, de la Rua de Carnaval i de la Cavalcada de Reis, així com en els homenatges a la tercera edat i la Setmana Cultural. El 2006 va rebre la Medalla d'Honor de Barcelona.